# Huizachal, Veracruz
Huizachal är en ort i Mexiko.   Den ligger i kommunen Tantoyuca och delstaten Veracruz, i den sydöstra delen av landet, 240 km norr om huvudstaden Mexico City. Huizachal ligger 108 meter över havet och antalet invånare är 208.
Terrängen runt Huizachal är platt. Runt Huizachal är det ganska tätbefolkat, med 72 invånare per kvadratkilometer. Närmaste större samhälle är Tantoyuca, 9,1 km söder om Huizachal. Trakten runt Huizachal består till största delen av jordbruksmark.